# Wieselburg-Land
Wieselburg-Land är en kommun  i Österrike. Den ligger i distriktet Scheibbs i förbundslandet Niederösterreich, 90 km väster om huvudstaden Wien. Huvudort är Weinzierl.
Kommunen består av 36 orter (Ortschaften) (inom parentes invånarantal 1 januari 2024):

- Bauxberg (5)
- Berging (34)
- Bodensdorf (213)
- Brandstetten (13)
- Breitenschollen (6)
- Brunning (80)
- Dürnbach (10)
- Forst am Berg (25)
- Furth (34)
- Galtbrunn (5)
- Großa (54)
- Grub (32)
- Gumprechtsfelden (131)
- Haag (74)
- Hart (19)
- Holzhäuseln (18)
- Hörmannsberg (23)
- Kaswinkel (9)
- Kratzenberg (10)
- Krügling (60)
- Köchling (136)
- Laimstetten (7)
- Marbach an der Kleinen Erlauf (132)
- Moos (45)
- Mühling (677)
- Neumühl (132)
- Oed am Seichten Graben (35)
- Oed beim Roten Kreuz (30)
- Pellendorf (14)
- Plaika (48)
- Schadendorf (48)
- Sill (46)
- Ströblitz (122)
- Unteretzerstetten (37)
- Wechling (118)
- Weinzierl (922)